# Vasilissa walkeri
Vasilissa walkeri är en insektsart som beskrevs av Kirby 1896. Vasilissa walkeri ingår i släktet Vasilissa och familjen Phasmatidae. Inga underarter finns listade i Catalogue of Life.